# Cyril Marcelin
Cyril Marcelin (16 mei 1979) is een Franse grootmeester geboren in Suresnes. 
Marcelin staat op de wereldranglijst op plek 1301 met een rating van 2440 (juni 2022). Zijn hoogst behaalde rating is 2514. Marcelin behaalde zijn grootmeester titel in 2002. In 1998 behaalde hij de titel International master. Marcelin geeft nu op platformen zoals Lichess en Chess.com training.